# Arthuro Bernhardt
Arthuro Henrique Bernhardt (Florianópolis, Santa Catarina, 27 de agosto de 1982), conocido deportivamente como Arthuro, es un futbolista brasileño que también posee la nacionalidad italiana y juega como delantero.

## Trayectoria
Comenzó a jugar en las categorías inferiores del E. C. Novo Hamburgo y en 1999 tuvo la oportunidad de jugar a nivel profesional con el Criciúma E. C., disputando el torneo catarinense y la Serie B. Al año siguiente, se incorporó al equipo reserva del club inglés Middlesbrough F. C., donde permaneció durante tres años.
En 2003 se trasladó a España para militar en el Real Racing Club de Santander "B" y fue cedido al Real Sporting de Gijón en la campaña 2004-05. En julio de 2005 finalizó su vinculación con el Racing de Santander y fichó por el Deportivo Alavés, equipo que lo cedió al Córdoba C. F. en la temporada 2007-08 y realizó diez goles en treinta y cuatro partidos. Esto llamó la atención del equipo rumano Steaua de Bucarest, quien lo contrató en verano de 2008 para disputar la temporada 2008-09, aunque en enero de 2009 fue transferido al equipo ruso Terek Grozni. En mayo de 2009 firmó un contrato con el C. R. Flamengo. En julio de 2009 regresó a la Liga española fichado por el R. C. Celta de Vigo, club con el que rescindió su contrato en enero de 2010. En julio del mismo año fichó por el Al-Dhafra, equipo de los Emiratos Árabes Unidos con el que ya estaba entrenando desde comienzos de año. En octubre de 2010, Arthuro volvió a Europa para jugar en el União de Leiria de la Primera División de Portugal.
Tras jugar en el C. F. União durante la temporada 2013-14, fichó por el G. D. Estoril Praia. En agosto de 2015 se anunció su incorporación al R. C. Recreativo de Huelva. En enero de 2017 firmó un contrato con el Union Titus Pétange luxemburgués. De cara a la temporada 2017-18 fichó por el C. E. Sabadell F. C.

## Clubes
| Club                       | País                   | Año       |
| -------------------------- | ---------------------- | --------- |
| Criciúma E. C.             | Brasil                 | 1999-2000 |
| Middlesbrough F. C.        | Inglaterra             | 2000-2003 |
| Racing de Santander "B"    | España                 | 2003-2004 |
| Real Sporting de Gijón     | España                 | 2004-2005 |
| Deportivo Alavés           | España                 | 2005-2007 |
| Córdoba C. F.              | España                 | 2007-2008 |
| Steaua de Bucarest         | Rumanía                | 2008-2009 |
| F. C. Terek Grozny         | Rusia                  | 2009      |
| C. R. Flamengo             | Brasil                 | 2009      |
| R. C. Celta de Vigo        | España                 | 2009-2010 |
| Al-Dhafra                  | Emiratos Árabes Unidos | 2010      |
| União de Leiria            | Portugal               | 2010      |
| Avaí F. C.                 | Brasil                 | 2011      |
| Johor F. C.                | Malasia                | 2012      |
| E. C. Pelotas              | Brasil                 | 2013      |
| C. F. União                | Portugal               | 2013-2014 |
| G. D. Estoril Praia        | Portugal               | 2014-2015 |
| R. C. Recreativo de Huelva | España                 | 2015-2016 |
| Union Titus Pétange        | Luxemburgo             | 2017      |
| C. E. Sabadell F. C.       | España                 | 2017-2018 |